# Dấu trường âm
Dấu trường âm hay macron là một ký hiệu trong một số ngôn ngữ dùng chữ cái Latinh để ấn định cách phát âm. Hình dạng dấu trường âm là một gạch ngang (¯) đặt phía trên mẫu tự, thường là một nguyên âm ví dụ như Ā, ē, ī, ū.
Danh từ macron theo từ nguyên có gốc từ tiếng Hy Lạp từ tiếng ''μακρόν'' (makrón)  có nghĩa là dài. Nguyên thủy dấu trường âm được dùng trong thi ca Hy Lạp và La Mã để biết cách nhấn âm tiết nặng nhẹ. Ngày nay dấu này thường dùng để ghi trường độ của một nguyên âm như trong trường hợp Romaji tiếng Nhật viết Tōkyō để ghi nhận là âm "ô" phải kéo dài hơi.
Ngoài ra dấu trường âm theo IPA còn được dùng để ghi thanh ngang.